# Santa María de la Alameda
Santa María de la Alameda är en kommun i Spanien. Den ligger i den autonoma regionen Madrid, i den centrala delen av landet, 50 km väster om huvudstaden Madrid. Antalet invånare är 1 517 (2024).